# TIGER (歌手)
TIGER（タイガー、1971年6月17日 - ）は、日本の女性歌手・ラッパー。東京都出身。リズメディア所属。

## 人物・経歴
大学在学中にS-KENのプロデュースによるユニット「Flim-Flam」のヴォーカル「春（Haru、ハル）」としてデビュー。2000年に「TIGER」としてソロデビュー。ソウルフルで強く太い歌声と評される。
また以降は、コーラス歌手として、サザンオールスターズやMISIAなどのサポートメンバーを務めていることで知られる。
大野雄二（Yuji Ohno & Lupintic Five、Yuji Ohno & Lupintic Six）による『ルパン三世』のコンサートではヴォーカル・コーラスグループ「Fujikochans」（「Fujikochan's」とも）の一員を務めており、『ルパン三世』第4シリーズのアイキャッチも担当したほか、大野のプロデュースのもと「Fujikochans」名義のアルバムをリリースしている。
ソングライターとしても活動し、安室奈美恵やMISIAなどに歌詞や楽曲を提供している。
ソロシンガー及びラッパーとしてはアルバム2枚とシングル5枚をリリースしており、RAZORS EDGE主催のライブの常連となっている。

## ディスコグラフィ

### シングル
- 「GO ON, TOGETHER, FOREVER IN THE RHYTHM」（2000年9月20日）[18]
- 「give it 2 me now」（2001年6月27日）[18]
- 「Please」（2001年8月1日）[18]
- 「GIRLFRIEND」（2002年3月6日）[18]
- 「ORANGE」（2002年7月10日）[18]

### アルバム
- 『BLACK HAIR & BLACK EYES』（2002年7月24日）[18]
- 『Summer dayz 〜太陽と遊ぼう〜』（2003年7月30日）[18]

### コンピレーションアルバム
- 『SLOW JAM Sweet Ballade Collection』（2003年3月26日）[18]
  - 「サルビアの涙」
  - 「A LOVE STORY」
  - 「素敵な嘘なら」
- 『和音 Produced by MURO』（2017年5月24日）
  - 「ISLAND WOMAN」※桑江知子のカヴァー[25]

### 参加作品
ゲスト・ヴォーカルとして
- PALM DRIVE
  - 「PRIVATE EYEZ」（『BLOCK HOLIDAY』収録、2003年3月26日）※作詞も担当[18]
- SFKUaNK!![18]
  - 「A LOVE SONG」（『スフォンク!!』収録、2005年12月14日）
  - 「Geppetta」（同上）※作詞・作曲も担当
  - 「Da Da Dance!! (Hit The Floor)」（『Stand Up pleeeease!!』収録、2006年10月18日）
- SUIKEN
  - 「HOT IN POT」（『HOT IN POT』収録、2006年7月26日）[18]
- GIANT SWING
  - 「YOUR EYES ON ME feat. TIGER」（『GIANT SWING DELI』収録、2007年3月7日）※作詞・作曲も担当[18]
- The Forest（「The Forest feat. TIGER」名義）
  - 「Fly Like a Bird」（コンピレーションアルバム『J-HOUSE MASTER』収録、2003年8月6日）※作詞も担当[18]
- 大野雄二 関連
  - 「MANHATTAN JOKE feat. TIGER」（Yuji Ohno & Lupintic Five『UP↑ with Yuji Ohno & Lupintic Five』収録、2014年12月10日）[13] ※河合奈保子のカヴァー[26]
  - 「DESTINY LOVE feat. TIGER」（同上）[13]
  - 「おさんぽしましょ feat. TIGER」（You & Explosion Band『ルパン三世 PART4 オリジナル・サウンドトラック〜ITALIANO』収録、2015年10月21日）[27]
  - 「エンドレス・トワイライト-最後の真珠- feat. TIGER」（Yuji Ohno & Lupintic Five with Friends『BUONO!! BUONO!!』収録、2015年10月21日）[11]
  - 「愛のつづき feat. TIGER」（Yuji Ohno & Lupintic Six『YEAH!! YEAH!!』収録、2016年6月8日）[28]
  - 「GOLDEN TIME feat. TIGER」（Yuji Ohno & Lupintic Six『RED ROSES FOR THE KILLER』収録、2017年6月21日）[29]
  - 「SUPER HERO〜peace ver. feat. TIGER」（同上）[29]
- 斎藤誠
  - 「Take Me To The River」（『Put Your Hands Together! 斎藤誠の「幸せを呼ぶ洋楽カバー集」』収録、2015年1月21日）[18]
- 小松秀行
  - 『Breezin'』（2015年4月8日）[30]

「Flim-Flam」として
- オムニバス・アルバム『SOUP UP』（1996年4月24日）[6]
  - 「勝気な未来」
  - 「エレベーター」
- ミニ・アルバム『NUDE』（1997年4月25日）[8]
- ミニ・アルバム『MUSTARD』（1998年1月25日）[2]
- オムニバス・アルバム『ROYAL STRAIGHT FLASH!』（1999年9月22日）[6]
  - 「little red corvette」
- ミニ・アルバム『Watermelon Sugar』（2000年1月21日）[4][18]

「Fujikochans」として
- アルバム『introducing Fujikochans with Yuji Ohno ＆ Friends』（2017年3月15日）[11][17][31]

「海の底バンド」として
- 配信シングル「三年間 / Bottom of the sea.」（2018年12月18日）[32]

## 楽曲提供
- PALM DRIVE
  - 「PRIVATE EYEZ」作詞（『BLOCK HOLIDAY』収録、2003年3月26日）※ヴォーカルも担当[18]
- 安室奈美恵[18]
  - 「SO CRAZY」作詞（シングル、2003年10月16日）
  - 「Queen of Hip-Pop」作詞（シングル、2005年7月13日）
  - 「FAST CAR」作詞（『PAST < FUTURE』収録、2009年12月16日）
  - 「Bad Habit」作詞（同上）
  - 「Wonder Woman」作詞（『Checkmate!』収録、2011年4月27日）
  - 「♯1」作詞（同上）
  - 「Love Story」作詞（シングル、2011年12月7日）
  - 「Let's Go」作詞（『Uncontrolled』収録、2012年11月24日）
  - 「Beautiful」作詞（シングル、2013年3月6日）
  - 「Rainbow」作詞（『FEEL』収録、2013年7月10日）
  - 「Poison」作詞（同上）
  - 「TSUKI」作詞（シングル、2014年1月29日）
  - 「Neonlight Lipstick」作詞（同上カップリング）
  - 「BRIGHTER DAY」作詞（シングル、2014年11月12日）
  - 「Golden Touch」作詞（『_genic』収録、2015年6月10日）[33]
  - 「Stranger」作詞（同上）[33]
  - 「Red Carpet」作詞（シングル、2015年12月2日）[33]
  - 「Black Make Up」作詞（同上カップリング）[33]
  - 「Mint」作詞（シングル、2016年5月18日）[33]
  - 「Chit Chat」作詞（同上カップリング）[33]
  - 「Dear Diary」作詞（シングル、2016年10月26日）[33]
  - 「Strike A Pose」作詞（「Just You and I」カップリング、2017年5月31日）[33]
- MISIA[18]
  - 「めくばせのブルース」作詞（『BACK BLOCKS』収録、2003年10月22日）
  - 「FUTURE FUNK」作詞（『ASCENSION』収録、2008年12月17日）
- SFKUaNK!![18]
  - 「Geppetta」作詞・作曲（『スフォンク!!』収録、2005年12月14日）※ヴォーカルも担当
  - 「Da Da Dance!!」作曲（『Stand Up pleeeease!!』収録、2006年10月18日）
  - 「Da Da Dance!! (Hit The Floor)」作曲（同上）※ヴォーカルも担当
- YA-KYIM[18]
  - 「You Belong To Me」作詞・作曲（『STILL ONLY ONE』収録、2006年1月11日）
  - 「Hands up」作詞・作曲（『Keep YA Style』収録、2006年8月2日）
  - 「STYLES」作詞・作曲（同上）
  - 「99-05」作詞・作曲（同上）
  - 「I'm proud I'm me」作詞・作曲（『beauty × beauty』収録、2006年11月1日）
  - 「Superstar」作詞・作曲（『Can YA Feel?』収録、2007年3月7日）
  - 「Keep YA Head Up feat. HOKT from NORTH COAST BAD BOYZ」作詞（同上）
  - 「Hey Sister! (Tell Me What YA Thinkin') feat. TARO SOUL」作詞（同上）
  - 「Feel The Sky」作詞・作曲（同上）
  - 「Hands up type Ⅱ feat. TOMOGEN from DOBERMAN INC」作詞・作曲（同上）
  - 「Can't Help But Wait〜あなたに逢いたくて」作詞（『Super☆Looper』収録、2008年5月28日）
- "E"qual
  - 「Dress code feat. YA-KYIM」作詞・作曲（『7 Days』収録、2006年9月27日）[18]
- GIANT SWING
  - 「YOUR EYES ON ME feat. TIGER」作詞・作曲（2007年3月7日）※ヴォーカルも担当[18]
- 山田優
  - 「Fly So High」作詞（シングル、2007年6月13日）[18]
- 黒木メイサ[18]
  - 「Rock U 〜Movie Ver.〜」作詞・作曲（『「クローズ ZERO」オリジナルサウンドトラック』収録、2007年10月24日）
  - 「Criminal」作詞（『hellcat』収録、2009年4月8日）
- May J.[18]
  - 「Jealous Girl」作詞・作曲（『Baby Girl』収録、2007年12月5日）
  - 「Girls Spacey Healin'」作詞・作曲（『WITH 〜BEST collaboration NON-STOP DJ mix〜』収録、2011年4月27日）
- 三浦大知
  - 「Baby Be Mine」作詞・作曲（『Who's The Man』収録、2009年9月16日）[18]
- AISHA
  - 「It’s On You feat. AISHA」作詞・作曲（『I, Shout!!!』収録、2012年10月3日）[18]
- 千織[18]
  - 「Reminiscence 〜レミニッセンス〜」作曲（シングル、2007年3月7日）
  - 「Best Friends?」作詞（シングル、2006年5月24日）
  - 「Love & Peace」作詞（シングル、同上）
- The Forest（「The Forest feat. TIGER」名義）
  - 「Fly Like a Bird」作詞（コンピレーションアルバム『J-HOUSE MASTER』収録、2003年8月6日）※ヴォーカルも担当[18]
- 壱岐尾彩花
  - 「Spin Me Round」作詞（コンピレーションアルバム『GIRLS NIGHT OUT vol.2』収録、2009年7月1日）[18]
- Crystal Kay
  - 「Superman」作詞（シングル、2011年12月14日）[18]
- ゴスペラーズ
  - 「Dream Girl」作詞（シングル、2015年9月9日）[33]

## コーラスとして
様々なアーティストのコーラスとしての活動が目立っており、サザンオールスターズのサポートメンバーとしての仕事のために大野雄二のツアーに1日参加できなかった旨を大野が明かしている。

### レコーディングへの参加
- 浅田祐介[1]
- ASKA[1]
- 安室奈美恵[1]
- 石井竜也[18]
- 稲垣潤一[1]
- 岩崎宏美[18]
- s-ken[35]
- 大野雄二[1]
- 北島健二[1]
- 倖田來未[1]
- 斎藤誠[18]
- 斎藤有太[36]
- サザンオールスターズ[37]
- 鈴木雅之[1]
- SMAP[37]
- 髙橋真梨子[1]
- 土屋アンナ[38]
- 堂本剛[33]
- 長渕剛[1]
- 馬場俊英[33]
- 平原綾香[1]
- 福山雅治[1]
- 舞祭組[1]
- 松山千春[1]
- MISIA[1]
- ももいろクローバーZ[39]

### ライブへの参加
- 大野雄二（Yuji Ohno & Lupintic Five[16]、Yuji Ohno & Lupintic Six[37]）
- 桑田佳祐[40][41]
- 倖田來未[1][18]
- サザンオールスターズ[42]
- 堂本剛[1]（ENDLICHERI☆ENDLICHERI[18]、剛 紫[18]）
- 福原美穂[1]
- 福山雅治[1][18]
- MISIA[1][18]